# Coluber algirus
A Coluber algirus é uma espécie de serpentes. Chega a atingir 1 metro de comprimento e tem como características uma cor acinzentada ou castanho com a cabeça mais escura, freqüentemente com listras escuras no dorso, e ventre claro. Caça pequenos animais durante o dia em lugares áridos.

## Habitat
Lugares rochosos, também em construções abandonadas e pilhas de pedras. Possivelmente introduzida na Europa por navios de carga do Norte Africano. Não sendo encontrada em muitos lugares na Europa. Espécie rara.